# Biseridens
Biseridens é um gênero extinto de sinapsídeos descrito a partir de fragmentos do crânio descoberto em Gansu, na China, em 1997. Ele foi inicialmente classificado como um eotitanosuquio, mas após a descoberta de um espécime melhor preservado do Permiano Médio encontrado na formação Xidagou na China, foi identificado como um anomodonte.